# Castell de Boltanya
El castell de Boltanya (també anomenat Castell dels Comtes de Sobrarb, ja que no va ser en cap moment de la seva existència la residència oficial dels senyors del Comtat de Sobrarb) és una fortalesa construïda pels sarraïns de Sobrarb per defensar el Vall de l'Ara dels cristians durant la Reconquesta. Va anar un bastió molt important per la seva ubicació estratègica i per la importància de la vila de Boltanya, la qual s'estenia des de temps romans per les faldilles de la muntanya on hi ha el castell.
De l'època de domini musulmà se saben poques coses a part que els califes d'al-Àndalus consideraven el castell de gran interès per a la defensa d'aquesta part de la frontera, motiu pel qual el califa Abd al-Rahman III va nomenar Amrus ibn Muhammad governador. Malgrat que no es coneix massa bé la reconquesta de la plaça de Boltanya per part de les tropes cristianes, sí que sabem que l'any 941 el rei de Pamplona Garcia II Sanxes I comptava amb la vila entre les seves possessions a Sobrarb.
El segle següent, sota el regnat de Sanç III de Navarra El Gran, la plaça de Boltanya va ser governada pel seu nebot Gimeno Garcés (des de 1028 fins a 1031) i per Sancho Galíndez (1036-1080), ja sota el regnat de Ramir I d'Aragó. Aquestes dades donen compte de la importància estratègica de la vila durant els primers anys de la reconquesta al Comtat de Sobrarb.

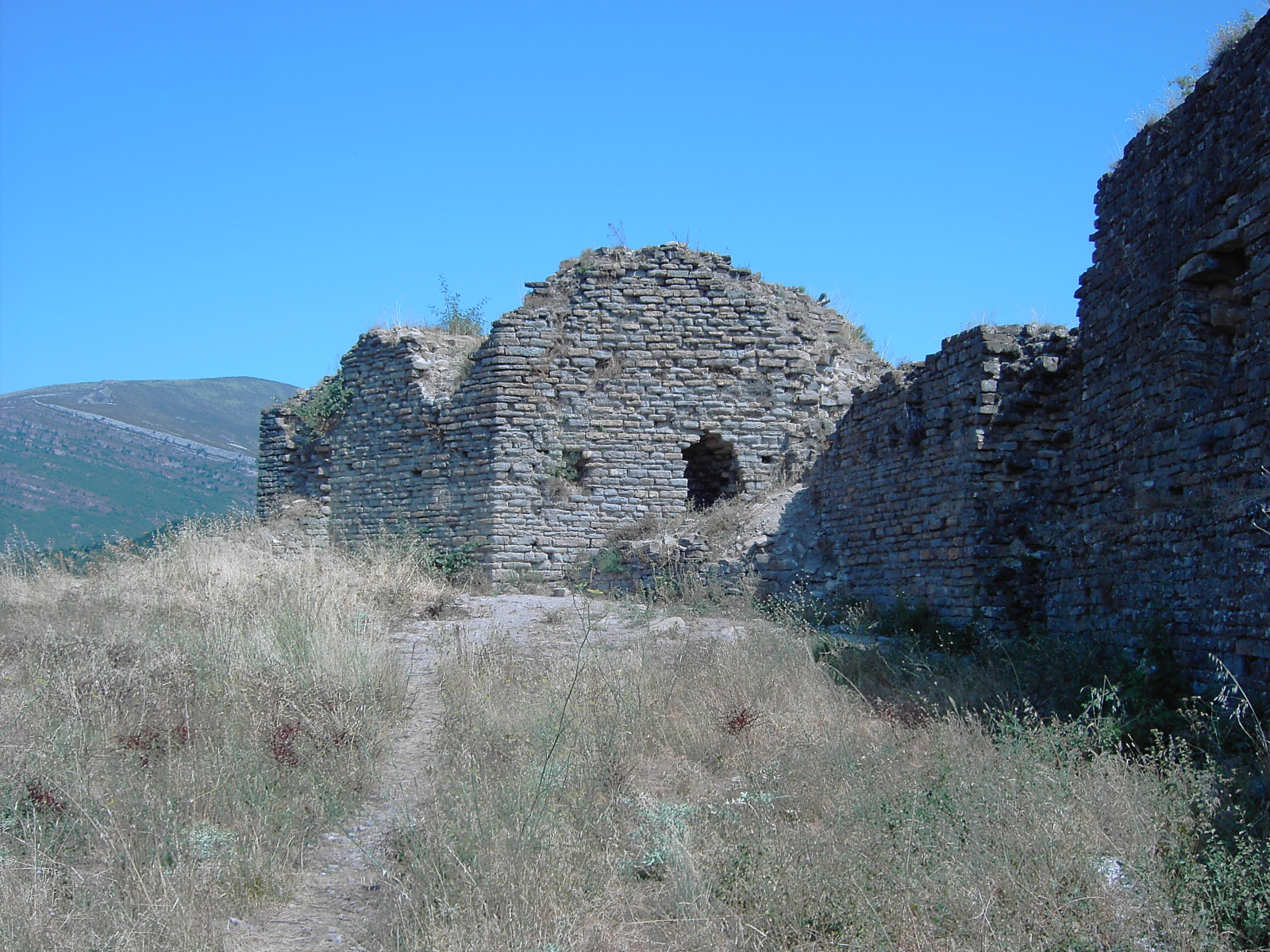
La característica torre hexagonal del Castell de Boltanya

Ja en el segle xii, i a diferència de l'anterior, Boltanya perd importància a favor d'Aínsa, de forma especialment accentuada després de la firma de la Carta Puebla per part d'Alfons I El Batallador l'any 1124. Els segles posteriors van veure la reducció dels privilegis de Boltanya, arribant a ser assimilada per la d'Aínsa com a simple llogarret (en termes jurídics) dependent d'aquesta, sense furs o drets municipals propis.
No va ser fins al 1430, quan Juan de Bardají va ostentar el títol de Senyoria de Boltanya, però donada l'oposició dels infançons del lloc, el rei Alfons el Magnànim va revocar la concessió de furs a la vila, retornant totes les potestats d'aquesta a la Corona d'Aragó.